# Elecciones presidenciales de Ecuador de 1869 (mayo)
Elección indirecta del Presidente Constitucional Interino del Ecuador en la 8° Asamblea Constituyente de 1869 para el período constituyente, mientras se redactaba la nueva constitución del Garcianismo denominada como la Carta Negra.

## Antecedentes
El presidente Javier Espinosa había convocado a elecciones al acercarse el final de su período constitucional en 1869.
El expresidente Gabriel García Moreno (1861-1865) ante los pedidos del partido oficialista conservador acepta su candidatura a la presidencia de la República. El expresidente José María Urbina (1852-1856), al enterarse de aquella noticia, intentó impedir las elecciones presidenciales mediante una revolución, pues su candidato por el cual hacía propaganda electoral, Francisco Aguirre Abad, probablemente perdería en los comicios. El apoyo de los ecuatorianos para con García Moreno se hacía sentir en la República.
José María Urbina y Guillermo Franco Herrera, quienes se habían combatido una década atrás, se unieron para de esta forma tener mayor éxito en la revolución. El presidente Javier Espinosa permaneció indiferente ante el eminente caos que estaba próximo a ocurrir. García Moreno, al notar la pasividad del presidente, se vio en la necesidad de dar un golpe de Estado en Quito.
El golpe de Estado o cuartelazo fue apoyado por los militares y el pueblo quiteño, los cuales ofrecieron todo su respaldo al nuevo presidente interino (de facto). Inmediatamente las demás provincias del Ecuador empezaron a desconocer al gobierno de Espinosa y se unieron al de García Moreno. Posteriormente convocó una asamblea constituyente con el fin de instaurar el orden jurídico. Una vez restablecida la paz en el país, el presidente interino renunció a su cargo.

### Candidatos para la suprimida elección de 1869
| Partido                         | Presidente             | Cargos Previos                                     |
| ------------------------------- | ---------------------- | -------------------------------------------------- |
| Partido Conservador Ecuatoriano | Gabriel García Moreno  | 'Presidente de la República' (1861 - 1865)         |
| Liberal                         | Francisco Aguirre Abad | Vicepresidente de la 6° Convención Nacional (1852) |

## Candidatos y Resultados
La constituyente, de mayoría conservadora, ratificó a García Moreno como presidente interino y a Manuel de Ascazubi como vicepresidente interino, quienes ejercían de facto, pero el primero no aceptó el cargo al haber prometido no asumir la presidencia, siendo aceptada su excusa por la asamblea luego de la segunda solicitud de García Moreno, por lo que Ascázubi recibió el encargo del poder para el período constituyente. El cargo y el gobierno interino fue refrendado por la constitución al concluir la asamblea constituyente.
| Partido                         | Presidente            | Cargos Previos                         | Vicepresidente              | Cargos Previos                                   | Votos |
| ------------------------------- | --------------------- | -------------------------------------- | --------------------------- | ------------------------------------------------ | ----- |
| Partido Conservador Ecuatoriano | Gabriel García Moreno | Presidente de la República (1861-1865) | Manuel de Ascázubi y Matheu | Presidente Encargado de la República (1849-1850) | 29    |
| Votos en Blanco                 | Votos en Blanco       | Votos en Blanco                        | Votos en Blanco             | Votos en Blanco                                  | 1     |

Fuente: